# Giroméri
Giroméri, en grec moderne : Γιρομέρι, est un village du dème de Filiátes, district régional de Thesprotie, en Épire, Grèce.
Selon le recensement de 2011, la population du village s'élève à 59 habitants.